# Wilamowice
Wilamowice is een stad in het Poolse woiwodschap Silezië, gelegen in de powiat Bielski. De oppervlakte bedraagt 10,41 km², het inwonertal 2794 (2005).
In het plaatsje wordt door een klein deel van de oude mensen nog een West-Germaanse taal gesproken, het Wymysoojs. Zij heten af te stammen van kolonisten uit Vlaanderen of Holland, die in de 13e eeuw toestemming kregen om de woeste gronden te ontginnen. Behalve landbouw waren zij actief in de productie van textiel en in de handel met Duitssprekende steden als Berlijn, Wenen en Trieste. Ze waren dan ook welvarender dan de bevolking in de omgeving. 
Onder het Habsburgse bestuur hadden ze een zekere status, en tijdens de Duitse bezetting werden ze aangemerkt als Volksduitsers. De 20% die dat afwezen, kregen een lot als dwangarbeider. Na de oorlog werden de Duitssprekenden nauwgezet onderzocht op hun houding onder de bezetting. Ze besloten het Wymysoojs niet meer in het openbaar te spreken en hun kinderen Poolstalig op te voeden.
1. ↑  De Standaard 27 juli 2012